# Claudia Poll

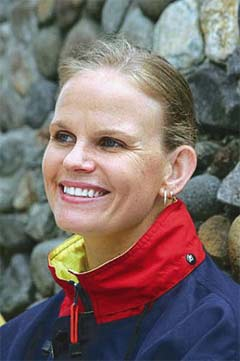
Claudia Poll

Claudia María Poll Ahrens (Managua, 21 december 1972) is Costa Rica's succesvolste topsporter uit de geschiedenis. Na haar zus Silvia was de vrije slag-specialiste de tweede zwemmer uit de historie van het Midden-Amerikaanse land die een olympische medaille won namens haar vaderland.
Polls finest hour kwam in 1996 bij de Olympische Spelen in Atlanta, toen ze de gouden medaille won op de 200 meter vrije slag. Poll verbrak in haar carrière twee wereldrecords en werd in 1997 uitgeroepen tot Zwemmer van het Jaar. Daarnaast viel haar tot acht keer toe te eer de beurt van de eretitel van Costa Ricaans Sporter van het Jaar.
Het succes kwam haar evenwel niet aanwaaien. Geboren in het straatarme Nicaragua belandde ze op vijfjarige leeftijd, op last van haar moeder, in buurland Costa Rica, drie jaar nadat haar vader was overleden. Niet veel later kwam ze in aanraking met de zwemsport. Onder leiding van coach Francisco Rivas groeide Poll, net als haar zuster, uit tot een internationaal gevreesd zwemster op de middenlange afstanden. Haar oudere zus Silvia won, tot veler verrassing, de zilveren medaille op de 200 meter vrije slag bij de Olympische Spelen van 1988 in Seoel. In eigen land zette Poll zich verder in voor de minderbedeelden.
In 2002 werd Claudia Poll vanwege het gebruik van doping een schorsing opgelegd van vier jaar. Later werd deze schorsing teruggebracht tot twee jaar. Ze heeft altijd beweerd onschuldig te zijn. 

## Internationale erelijst

### 1994
```
Wereldkampioenschappen
 langebaan (50 meter) in 
Rome
:
* Derde op de 200 meter vrije slag 1.57,61
* Derde op de 400 meter vrije slag 4.10,61
* Zevende op de 800 meter vrije slag 8.38,79
```

### 1995
```
Wereldkampioenschappen
 kortebaan (25 meter) in 
Rio de Janeiro
:
* Eerste op de 200 meter vrije slag 1.55,42
* Eerste op de 400 meter vrije slag 4.05,18
```

```
Pan Pacific Games
 (langebaan) in 
Atlanta
:
* Vijfde op de 100 meter vrije slag 56,45
* Derde op de 200 meter vrije slag 2.00,46
* Vierde op de 400 meter vrije slag 4.13,22
```

### 1996
```
Olympische Spelen
 in 
Atlanta
:
* Eerste op de 200 meter vrije slag 1.58,16
* Vijfde op de 400 meter vrije slag 4.10,00
```

### 1997
```
Wereldkampioenschappen
 kortebaan in 
Göteborg
:
* Eerste op de 200 meter vrije slag 1.54,17 (
Wereldrecord
)
* Eerste op de 400 meter vrije slag 4.00,03 (
Wereldrecord
)
```

```
Pan Pacific Games
 (langebaan) in 
Fukuoka
:
* Eerste op de 200 meter vrije slag 1.57,48
* Eerste op de 400 meter vrije slag 4.06,56
* Tweede op de 800 meter vrije slag 8.29,06
```

### 1998
```
Wereldkampioenschappen
 langebaan (50 meter) in 
Perth
:
* Eerste op de 200 meter vrije slag 1.58,90
* Achtste op de 400 meter vrije slag 4.12,08
```

### 1999
```
Wereldkampioenschappen
 kortebaan (25 meter) in 
Hongkong
:
* Achtste op de 200 meter vrije slag 1.58,95
* Zesde op de 400 meter vrije slag 4.10,40
```

```
Pan Pacific Games
 (langebaan) in 
Sydney
:
* Zevende op de 100 meter vrije slag 56,80
* Zesde op de 200 meter vrije slag 2.01,26
* Derde op de 400 meter vrije slag 4.11,53
```

### 2000
```
Olympische Spelen
 (langebaan) in 
Sydney
:
* Derde op de 200 meter vrije slag 1.58,81
* Derde op de 400 meter vrije slag 4.07,83
```

### 2001
```
Wereldkampioenschappen
 langebaan in 
Fukuoka
:
* Vierde op de 200 meter vrije slag 1.58,92
* Tweede op de 400 meter vrije slag 4.09,15
```

1968: Debbie Meyer ·
1972: Shane Gould ·
1976: Kornelia Ender ·
1980: Barbara Krause ·
1984: Mary Wayte ·
1988: Heike Friedrich ·
1992: Nicole Haislett ·
1996: Claudia Poll ·
2000: Susie O'Neill ·
2004: Camelia Potec ·
2008: Federica Pellegrini ·
2012: Allison Schmitt ·
2016: Katie Ledecky ·
2020: Ariarne Titmus ·
2024: Mollie O'Callaghan